# Коллекция исторических карт Дэвида Рамзи

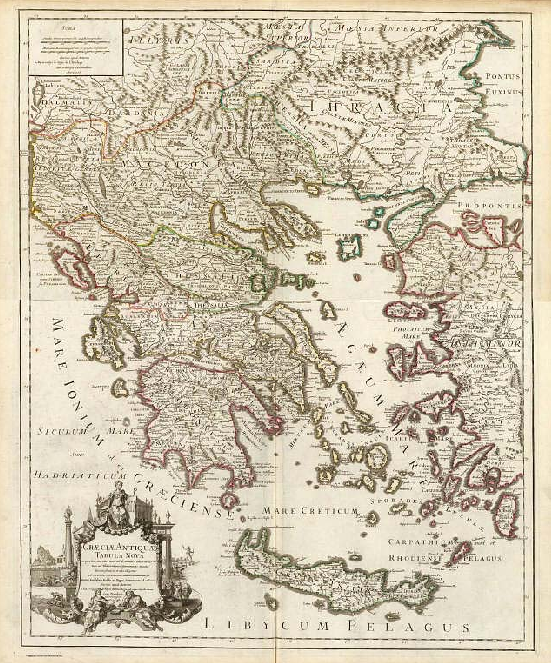
«Graeciae Antiquae Tabula Nova» from 1708

Коллекция исторических карт Дэвида Рамзи (англ. David Rumsey Historical Map Collection) является одной из крупнейших частных коллекций географических карт в мире. Она содержит около 150 000 карт и других картографических предметов. Коллекция создана Дэвидом Рамзи, который после того, как заработал состояние на недвижимости, сосредоточился на коллекционировании географических карт Северной и Южной Америк XVIII и XIX веков, поскольку именно по той эпохе отчётливее всего прослеживается «подъём современной картографии».
В настоящее время более 55 000 карт в оцифрованном виде доступны через созданный Рамзи веб-сайт www.davidrumsey.com, а около 150 из них на сегодня можно воспроизвести через слои Google Earth. Отдельные карты также имеются на «Острове карт» (Rumsey Maps island) в Second Life, а также в 2D и 3D ГИС. Был также добавлен новый инструмент поиска — MapRank, включающий географический поиск примерно по 12 000 картам из коллекции по местоположению и охвату. На веб-сайте имеются дополнительные просмотрщики от Luna Imaging, Inc, ставшей популярной после создания браузера LUNA, который не требует каких-либо специальных плагинов или программного обеспечения для просмотра коллекции, и притом позволяет показывать увеличенными мелкие детали изображения, создавать слайд-шоу, медиагруппы, презентации и многое другое.
На сайте имеются также блог в виде списка: «Новые дополнения в коллекцию», «Рекомендуемые карты», «Новости», «Видео» и «Ссылки на родственные сайты».
В феврале 2009 года Дэвид Рамзи объявил, что вся коллекция, включая 150 000 карт и их цифровые изображения, а также база данных, используемая при отслеживании изображений, будет передана Стэнфордскому университету. Стэнфордский университет разместит коллекции в новом центре «David Rumsey Map», который будет построен в главной библиотеке.
А сайт davidrumsey.com (где изображения размещены онлайн) останется, как и прежде, отдельным публичным ресурсом.